# Pimenteiras (kommun)
Pimenteiras är en kommun i Brasilien.   Den ligger i delstaten Piauí, i den östra delen av landet, 1 300 km nordost om huvudstaden Brasília. Antalet invånare är 11 713.
Följande samhällen finns i Pimenteiras:
- Pimenteiras

Omgivningarna runt Pimenteiras är huvudsakligen savann. Runt Pimenteiras är det mycket glesbefolkat, med 2 invånare per kvadratkilometer.